# چارتار (فدایی ارمنی)
چارتار (ارمنی: Ճարտար؛ زادهٔ ۱۸۵۶ - درگذشته ۱۹۰۰) یک فدایی، فرد نظامی و سیاستمدار اهل ارمنستان بود.

## زندگی‌نامه
وی با نام اصلی موراد وارطانیان (ارمنی: Մուրադ Վարդանյան) در ۱۸۵۶ در سقارد به دنیا آمد . وی عضو فدراسیون انقلابی ارمنی بود. وی در ۱۹۰۰ در سن ۴۴ سالگی در جرهور درگذشت .